# Rusisaari
Rusisaari ist mit 0,24 km² die zweitgrößte Insel des Sees Hanhijärvi in der finnischen Landschaft Südsavo.
Sie liegt auf dem Gebiet der Gemeinde Enonkoski, 25 km nördlich der Stadt Savonlinna. Die Insel zeichnet sich durch ihre vielfältige Landschaft aus: Im bergigen Norden überwiegen Nadelhölzer und felsige Steilufer, im Süden Birkenwälder und andere Laubbäume sowie flach abfallende Ufer. Zahlreiche Tierarten sind hier zu Hause, hervorzuheben Biber, Amerikanische Nerze sowie Marderhunde.
Zur Bedeutung des Namens Rusisaari heißt es, dieser sei durch eine Buchstabenvertauschung aus dem ursprünglichen Namen Ruissaari entstanden, was auf Deutsch Roggeninsel heißt und auf den früher hier betriebenen Roggenanbau zurückgeht.

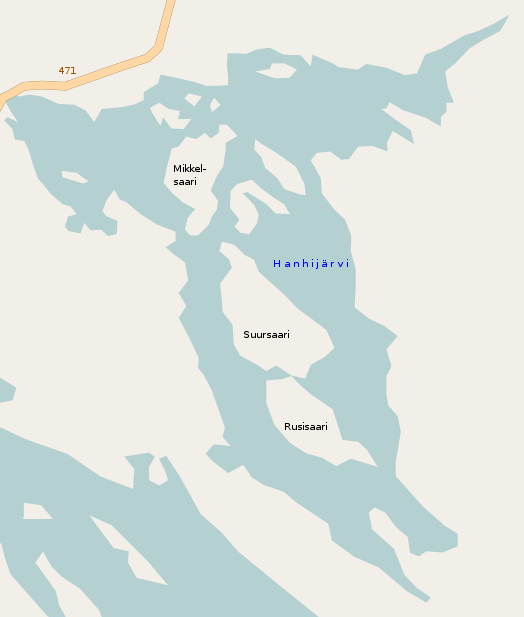
Lage von Rusisaari
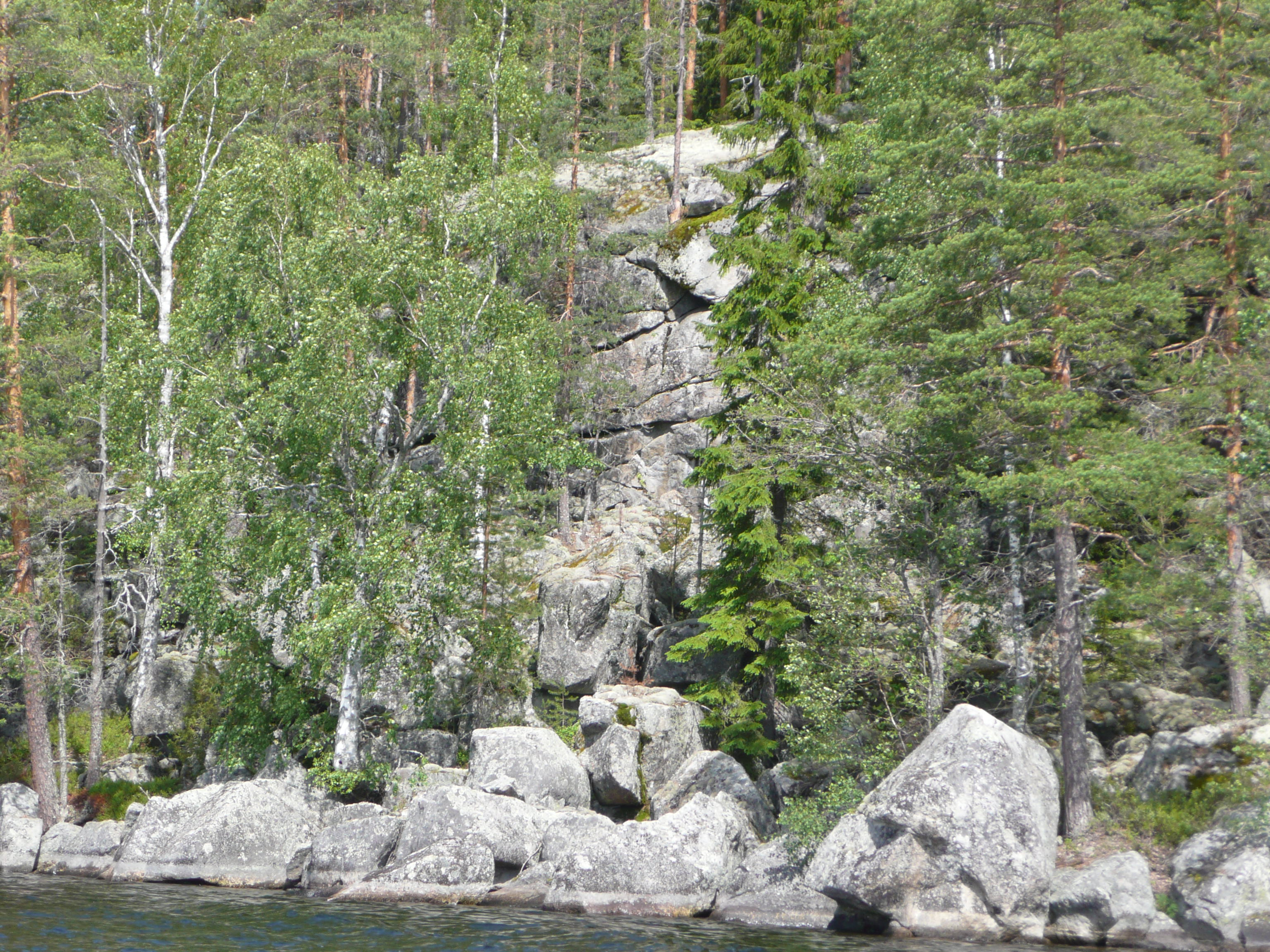
Steilufer im Nordwesten
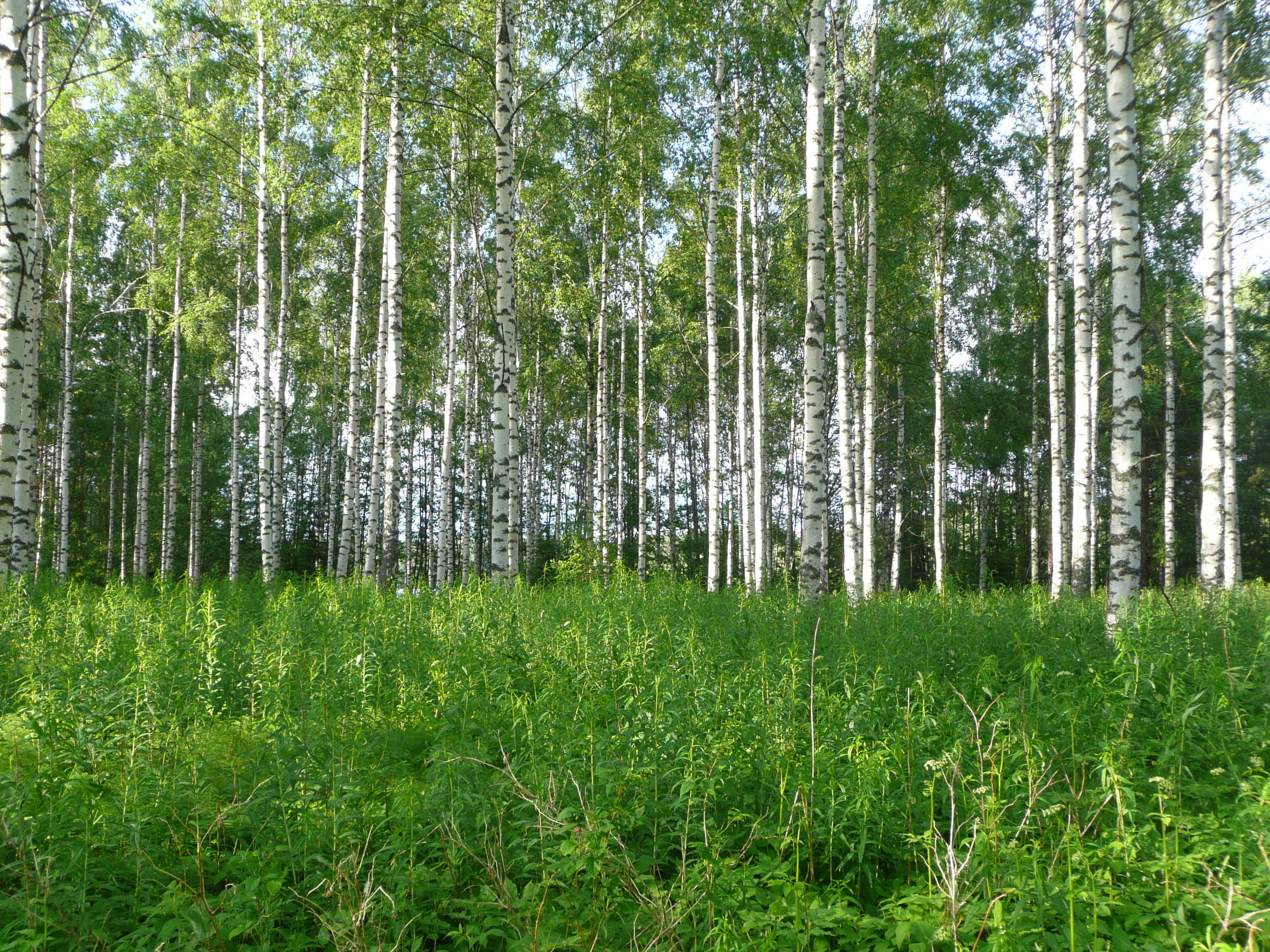
Birkenwald im Süden

## Quelle
- Muinaisuudesta näihin päiviin: Hanhijärvi, Paakkunala, Vuorikoski; Hilkka Lampila, Hanhijärven perinnepiiri, 1994, ISBN 952-90-5930-2